# レイテ・ガルフ (ミサイル巡洋艦)
レイテ・ガルフ(USS Leyte Gulf, CG-55)は、アメリカ海軍のミサイル巡洋艦。タイコンデロガ級ミサイル巡洋艦の9番艦。艦名は太平洋戦争で激戦が行われたレイテ湾に因む。
レイテ・ガルフは2002年に大西洋艦隊でマージョリー・ステレット戦艦基金賞を受賞した。
2024年9月20日、退役。